# Great County Adit
Great County Adit, numit uneori County Adit, sau Great Adit, a fost un sistem de galerii interconectate care a ajutat la drnarea apei din minele de staniu și cupru din zona Gwennap din Cornwall, în Regatul Unit. Construcția a început în 1748 și a ajuns în cele din urmă la o lungime de peste 64 km de tuneluri, care asigura drenarea a peste 100 de mine la o adâncime medie de 80-100 m.
John Williams (născut în 1714) din Scorrier, managerul minei Poldice, a fost creierul acestui sistem. Deși lucrările au fost începute în 1748, nu s-a ajuns la mina Poldice până la sfârșitul anilor 1760. Până în 1778, sistemul de drenaj a fost extins între Wheal Busy și Wheal Peevor, iar o ramificație, cunoscută sub numele de Consols Adit a fost întinsă spre vest în anii 1770 și 1780 pentru a drena Consolidated Mines și United Mines. Prin 1792, o ramificație de la Poldice s-a extins la Wheal Unity. 

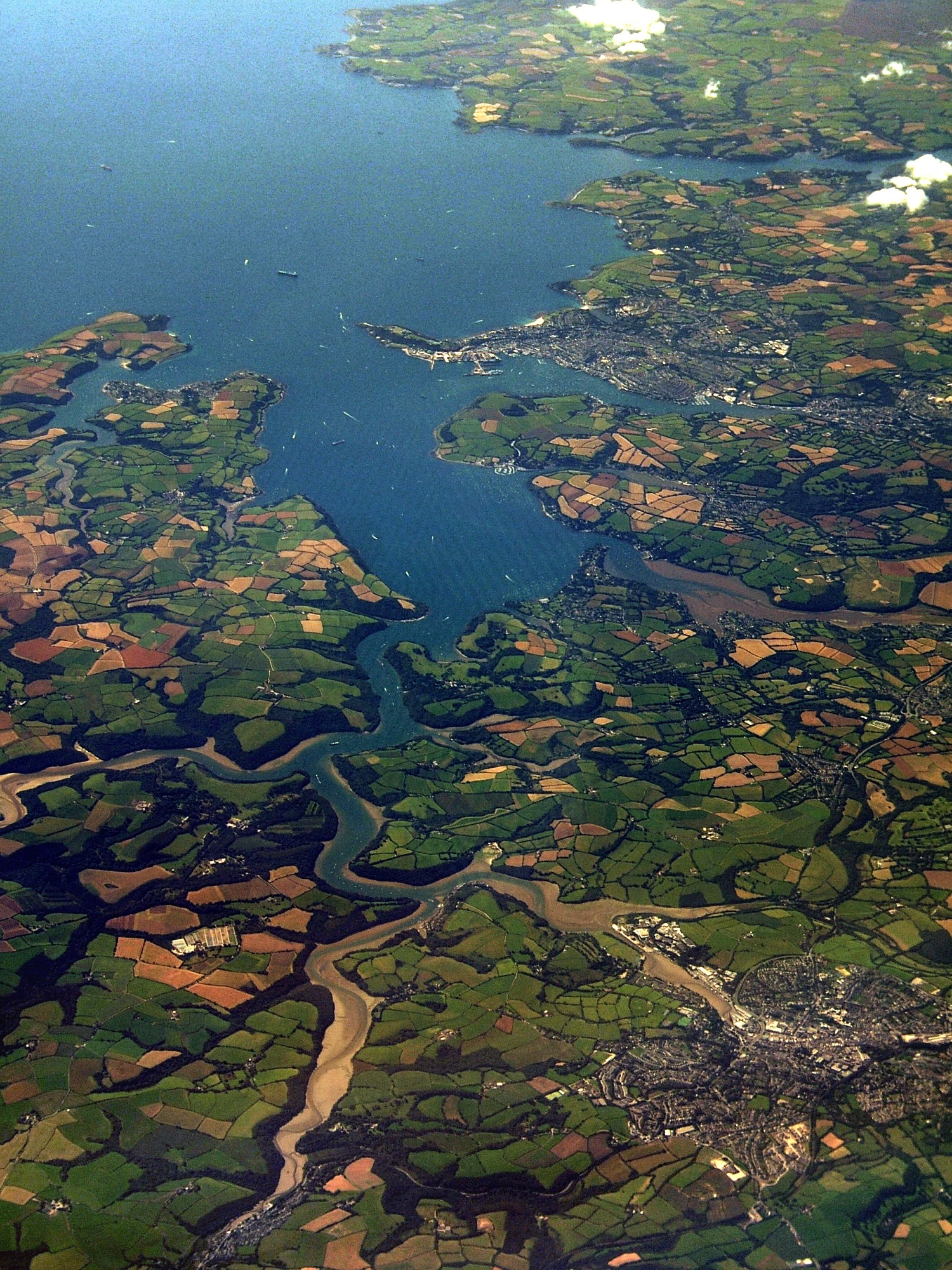
Carrick Roads, cu Restronguet Creek în centrul dreapta

Evacuarea este situată în Carnon Valley, sub cătunul Twelveheads. În 1839, în perioada de vârf, a deversat zilnic peste  66 de milioane de litri de apă în râul Carnon. În acel moment, sistemul minier de la Great County Adit pompa apa în canal cu ajutorul unor motoare cu aburi, mai numeroase decât cele din toată Europă continentală și America cla un loc.
Râul Carnon se varsă în râul Restronguet (un braț mare al Carrick Roads, în amonte de Falmouth). Inundațiile majore din iarna anului 1876 au produs cantități imense de aluviuni în partea superioară a paraului Restronguet, ceea ce a condus la oprirea permanentă a accesului navigabil în cheile superioare ale Devoran.
Deși toate minele deservite de Great County Adit sunt închise, acest sistem încă drenează multe din sistemele lor subterane; în vara anului 1980, fluxul era de 2 milioane de llitri de apă zilnic.